# Kongeskib
Et kongeskib er et skib, som tjener som embedsbolig og -transport for en monark. For tiden har kun to europæiske lande kongeskibe – Danmark har Kongeskibet Dannebrog; Norge har Kongeskibet Norge.
Storbritannien har haft 83 kongeskibe siden Charles 2. etablerede et i 1660, men siden Britannia blev taget ud af drift i 1997 har der ikke været et officielt kongeskib. MV Hebridean Princess har dog været brugt ved flere lejligheder af kongefamilien.

## Danske kongeskibe
Den danske kongefamilie har gennem historien haft en lang række kongeskibe, hvoraf de to seneste begge har haft navnet Dannebrog.
- Kongeskibet Elephanten (1687-1721)
- Kongeskibet Sophia Amalia (1650-?)
- Kongeskibet Kiel (1824-1840)
- Kongeskibet Ægir (1841-1855)
- Kongeskibet Slesvig (1855-1879)
- Kongeskibet Jylland - Fregatten Jylland tjente som kongeskib, når der var behov 1874-1885
- Kongeskibet Dannebrog (1879-1932)
- Kongeskibet Dannebrog (A540, 1932-nu)

## Norske kongeskibe
Haakon 7. af Norge modtog kongeskibet Norge som en gave fra det norske folk i 1947. Kongeskibet ejes af kongen, men vedligeholdes og bemandes af Sjøforsvaret. Før dette havde flådeskibet fungeret til at transportere monarken til havs, og kongen brugte nogle gange mindre både til kortere ture ved officielle anledninger.
- Sophia Amalia (1650–?)
- Elephanten (1687–1721)
- Heimdal (1892–1946)
- Stjernen I (1899–1940)
- Stjernen II (1945–nu)
- Norge (1947–nu)
- Horten (1985)